# (6890) Savinykh
(6890) Savinykh ist ein Asteroid des äußeren Hauptgürtels, der am 3. September 1975 von der russischen Astronomin Ljudmila Iwanowna Tschernych an der Zweigstelle des Krim-Observatoriums (IAU-Code 095) in Nautschnyj entdeckt wurde.
(6890) Savinykh gehört zur Themis-Familie, einer Gruppe von Asteroiden, die nach (24) Themis benannt wurde.
Benannt wurde der Asteroid am 21. Juli 2005 nach dem sowjetischen Ingenieur und ehemaligen Kosmonauten Wiktor Petrowitsch Sawinych (* 1940), der insgesamt dreimal ins All flog und am 2. August 1985 im Rahmen einer Außenbordtätigkeit zwei zusätzliche Solarzellen an der Raumstation Saljut 7 installierte.